# Montello – Colli Asolani
Unter der Bezeichnung Montello – Colli Asolani werden in der Provinz Treviso Weiß-, Rot- und Schaumweine erzeugt, die seit dem 27. Juni 1977 den Status einer Denominazione di origine controllata (kurz DOC) besitzen. Die letzte Aktualisierung wurde am 7. März 2014 veröffentlicht.

## Anbaugebiet
Der Anbau und die Vinifikation dürfen in folgenden Gemeinden durchgeführt werden:
in den Gemeinden Castelcucco, Cornuda und Monfumo sowie in Teilen der Gemeinden von Asolo, Borso del Grappa, Caerano di San Marco, Cavaso del Tomba, Crocetta del Montello, Fonte, Giavera del Montello, Maser, Montebelluna, Nervesa della Battaglia, Pieve del Grappa, Pederobba, Possagno, San Zenone degli Ezzelini und Volpago del Montello.

## Erzeugung
Folgende Weintypen werden innerhalb dieser Denominazion erzeugt:
Verschnittweine (Cuvées)
- Montello – Colli Asolani Bianco: muss zu 40–70 % aus den Rebsorten Chardonnay und 30–60 % Glera und/oder Manzoni Bianco und/oder Pinot bianco und/oder Bianchetta bestehen. Höchstens 15 % andere analoge Rebsorten, die für den Anbau in der Provinz Treviso zugelassen sind, dürfen zugesetzt werden.
- Montello – Colli Asolani Rosso: muss zu 40–70 % aus den Rebsorten Cabernet Sauvignon und 30–60 % Merlot und/oder Cabernet Franc und/oder Carmenère. Höchstens 15 % andere analoge Rebsorten, die für den Anbau in der Provinz Treviso zugelassen sind, dürfen zugesetzt werden.
- Montello – Colli Asolani – Sottozona Venegazzù (Unterzone), auch als „Superiore“: muss zu 50–70 % aus den Rebsorten Cabernet Sauvignon und zu 30–50 % aus den Rebsorten Cabernet Franc und/oder Carmenère und/oder Merlot bestehen. Höchstens 15 % andere analoge Rebsorten, die für den Anbau in der Provinz Treviso zugelassen sind, dürfen zugesetzt werden.

Fast sortenreine Weine
Folgende Weine müssen zu mindestens 85 % die genannte Rebsorte enthalten. Höchstens 15 % andere analoge Rebsorten, die für den Anbau in der Provinz Treviso zugelassen sind, dürfen zugesetzt werden.
- Montello – Colli Asolani Bianchetta
- Montello – Colli Asolani Chardonnay, auch als Spumante
- Montello – Colli Asolani Manzoni Bianco
- Montello – Colli Asolani Pinot Grigio
- Montello – Colli Asolani Pinot bianco, auch als Spumante
- Montello – Colli Asolani Sauvignon
- Montello – Colli Asolani Verduzzo (aus Verduzzo Friulano und/oder Verduzzo Trevigiano)
- Montello – Colli Asolani Merlot
- Montello – Colli Asolani Cabernet (aus Cabernet Franc und/oder Cabernet Sauvignon und/oder Carmenère)
- Montello – Colli Asolani Cabernet Franc
- Montello – Colli Asolani Cabernet Sauvignon
- Montello – Colli Asolani Carmenère
- Montello – Colli Asolani Recantina.